# Hydraena truncata
Hydraena truncata är en skalbaggsart som beskrevs av Claudius Rey 1885. Hydraena truncata ingår i släktet Hydraena och familjen vattenbrynsbaggar.

## Underarter
Arten delas in i följande underarter:
- H. t. falzonii
- H. t. truncata